# 施之東
施之東（1859年—1928年），原名國廪，字質魯，號谷似，又號遂村居士，福建晉江（今石獅）曾坑人，寄籍福建彰化（今台灣），清朝政治人物，進士出身。

## 生平
光緒二十年（1894年）參加甲午科殿試，登進士二甲83名。同年五月，以主事分部学习。